# Agatea rufotomentosa
Agatea rufotomentosa là một loài thực vật có hoa trong họ Hoa tím. Loài này được (Baker f.) Munzinger mô tả khoa học đầu tiên năm 2001.